# Andronowo
Andronowo (biał. Андронава; ros. Андроново) – wieś na Białorusi, w obwodzie brzeskim, w rejonie kobryńskim, w sielsowiecie Batcze.
Dawniej wieś, okolica szlachecka i majątek ziemski. W dwudziestoleciu międzywojennym leżało w Polsce, w województwie poleskim, w powiecie kobryńskim.